# Stivăn Petkov
Stivăn Valentinov Petkov (in bulgaro Стивън Валентинов Петков?; Sofia, 7 maggio 1995) è un calciatore bulgaro, attaccante del Botev Plovdiv.

## Carriera

### Club

#### Levski Sofia
Inizia a giocare a calcio nel Levski Sofia, dove ci rimarrà per diverse stagioni. Farà il suo esordio in APFG, massima serie bulgara a soli 16 anni.

#### Beroe Stara Zagora
Nella stagione 2015-2016 passa al Beroe club della massima serie bulgara, concluderà la stagione con 18 presenze mettendo a segno un goal.

#### Montana
Nella stagione 2016-2017 gioca per il Montana dove metterà a segno 7 goal.

#### Botev Plovdiv
Dopo una buona stagione al Montana, passa al Botev Plovdiv dove firmerà un contratto per due stagioni. Con la maglia del Botev, Petkov farà notare al meglio le sue qualità offensive. Concluderà infatti la sua esperienza al Botev con ben 47 presenze e 24 goal.

#### Feirense
Il 4 gennaio 2019 passa al Feirense club della massima divisione portoghese.

### Nazionale
Ha giocato nelle nazionali giovanili bulgare Under-17 ed Under-19.

## Palmarès

### Club

#### Competizioni nazionali
- Segunda Liga: 1

Moreirense: 2022-2023